# Subminijaturni D
Subminijaturni D ili D-sub (eng. D-Subminiature ili D-sub) česta vrsta električnog spojnika koji se koristi na računalima.  Ovaj spojnik je dizajnirala američka tvrtka ITT 1952. godine.

## Opis
- DE-9 je vrsta međusklopa koja se često koristi na računalima kao serijski međusklop.
- DA-15 je vrsta međusklopa koja se često koristi na računalima za igraće palice.
- DE-15 je vrsta međusklopa koja se često koristi na računalima za VGA-monitor.
- DB-25 je vrsta međusklopa koja se često koristi na računalima kao paralelni međusklop.